# Lemmensmolen (Booischot)
De Lemmensmolen was een molen in Booischot in de Belgische provincie Antwerpen. Het was een zeldzame standaardmolen met torenkot.
De molen, gelegen aan de Kloosterveldstraat, werd in 1845 gebouwd door Jan Judocus Lemmens, die was geboren te Heist-op-den-Berg op 2 juni 1820. Hij was een lid van de familie Lemmens die molenaars waren te Ranst, Wiekevorst, Wilrijk en Wommelgem, een typisch molenaarsgeslacht, dat begon met Jan Lemmens, die in 1698 voor 6300 gulden de molen van Wilrijk kocht.
In 1908 stortte de molen in. Hij is nooit herbouwd.